# Danaahmetli, Kırıkhan
Danaahmetli là một xã thuộc huyện Kırıkhan, tỉnh Hatay, Thổ Nhĩ Kỳ. Dân số thời điểm năm 2011 là 135 người.